# Zarimutz
Zarimutz es una entidad de población española del municipio de Escoriaza, perteneciente a la provincia de Guipúzcoa, en la comunidad autónoma del País Vasco.

## Toponimia
El nombre del lugar puede encontrarse referido con las grafías Zarimuz y Zarimutz.

## Historia
Hacia mediados del siglo XIX, el lugar, una anteiglesia perteneciente a Escoriaza, tenía contabilizada una población de 208 habitantes. Aparece descrito en el decimosexto volumen del Diccionario geográfico-estadístico-histórico de España y sus posesiones de Ultramar de Pascual Madoz de la siguiente manera:

ZARIMUZ: anteigl. de la prov. de Guipúzcoa, part. jud. de Vergara (3 1/2 leg), ayunt. de Escoriaza (1/2). sit. parte en una altura y lo demas en una hondonada por donde pasa el camino real de Francia. Tiene 34 casas; una escuela de ambos sexos; igl. parr. (San Pedro) servida por un beneficiado que presenta el ob. de Calahorra en hijos patrimoniales; una ermita (San Andres Apóstol) y varias fuentes. El térm. se estiende 1/2 leg. de N. á S. y lo mismo de E. á O., y confina N. Mazmela; E. montes de la jurisd.; S. Salinas, y O. Aramayona (prov. de Álava). El terreno es de mediana calidad; le cruza y baña el r. Deva, con 2 puentes. prod.: trigo, maiz y otros granos, legumbres y otros frutos; cria de ganado vacuno, lanar y caballar; caza de perdices, sordas, liebres, palomas, jabalíes y corzos; pesca de anguilas y barbos. ind.: un molino y 2 fraguas de cerrajeria. pobl.: 43 vec., 208 alm. riqueza: con su ayuntamiento (V.).
(Madoz, 1850, p. 659)

En 2022, la entidad singular de población tenía empadronados 53 habitantes.

## Patrimonio
En el lugar hay una iglesia bajo la advocación de San Pedro.